# Córdoba Open 2021
Córdoba Open 2021 — тенісний турнір, що проходив на ґрунтових кортах у місті Кордова (Аргентина) з 22 по 28 лютого. Належав до категорії ATP 250.

## Фінальна частина

### Одиночний розряд
Хуан Мануель Черундоло —  Альберт Рамос Віньолас 6–0, 2–6, 6–2

### Парний розряд
Рафаель Матос /  Феліпе Малігені Алвеш —  Ромен Арнеодо /  Бенуа Пер 6–4, 6–1